# Panorpa banksiana
Panorpa banksiana is een insect uit de orde van de schorpioenvliegen (Mecoptera), familie van de schorpioenvliegen (Panorpidae). De wetenschappelijke naam van de soort is voor het eerst geldig gepubliceerd door Penny & Byers in 1979.
De soort komt voor in North Carolina en New Jersey (Verenigde Staten).